# 砺波市立出町小学校
砺波市立出町小学校 （となみしりつ でまちしょうがっこう）は富山県砺波市にある公立小学校。

## 概要
24,000m2の校地に内装に木材を多用した延床面積6,185m2の校舎が所在する。また、平成14年度第33回富山県建築賞一般の部入賞を果たしている。

## 沿革
- 1958年6月9日 - 校舎完成式[4]。
- 1968年7月20日 - プール完成式[5]。
- 2000年度 - 土地区画整理事業に伴い、新校舎建設に着手[2]。
- 2002年
  - 4月3日 - 校舎完成入校式[6]。
  - 7月11日 - 現在のプールが完成[6]。

## 通学区域
春日町　寿町　平和町　中央町　表町　本町　新富町の一部(市道中村深江線南側)　若草町の一部(市道中村深江線南側)永福町の一部　広上町　豊町　豊町一丁目　豊町二丁目　三島町　山王町　幸町　東幸町　花園町　一番町　宮沢町　太郎丸　深江　深江一丁目　大辻　太郎丸一丁目　太郎丸二丁目　太郎丸三丁目　平成町　となみ町　鷹栖出の一部　鍋島　出町中央の区域

## 進学先
- 砺波市立出町中学校

## 著名な出身者
- 熊野智元（北日本放送ラジオディレクター）